# برك ألبية

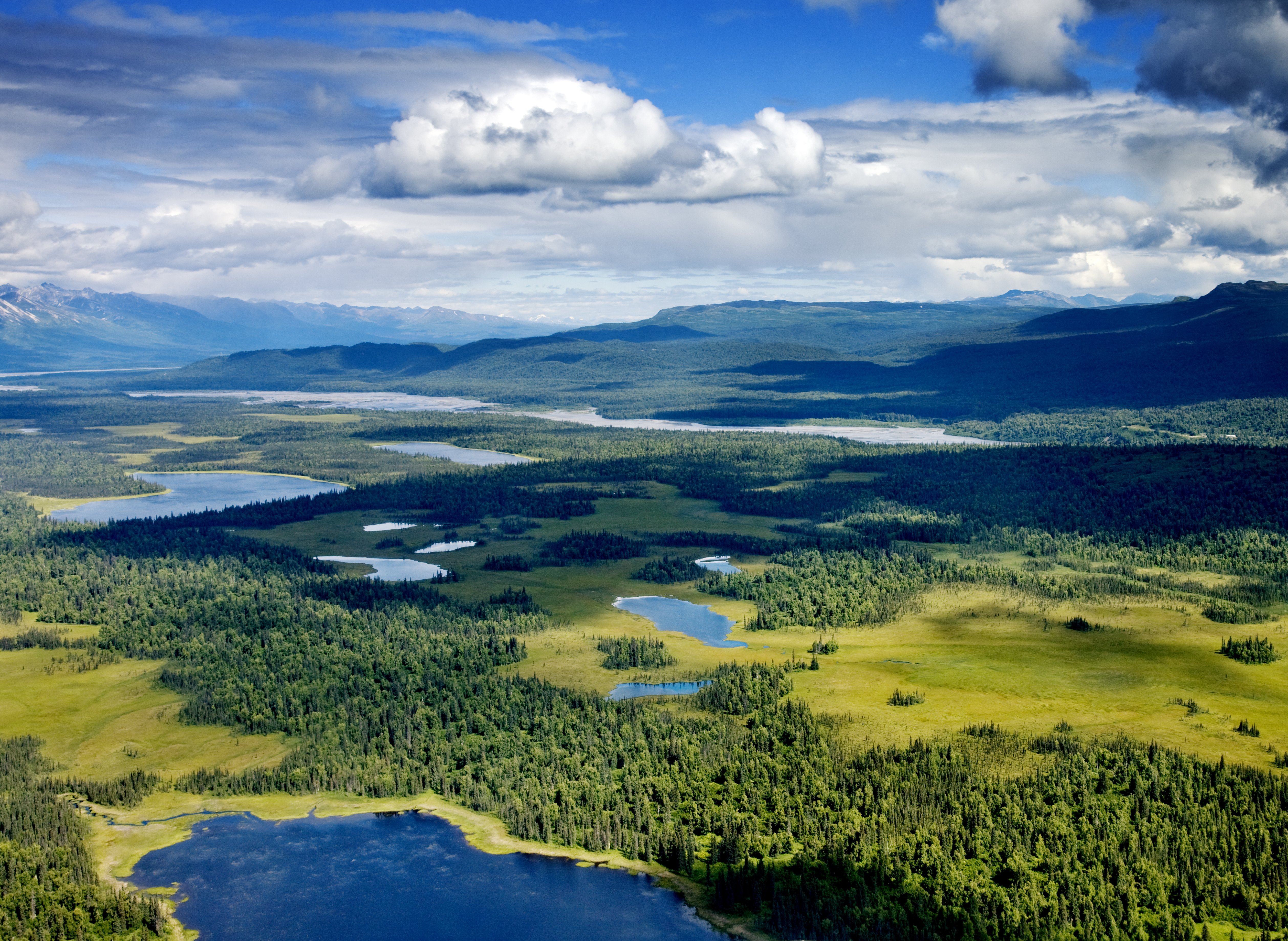
جبال والبحيرات والغابات ألبية في حديقة دينالي الوطنية في ألاسكا

برك ألبية تشكلت بفعل الجليد,جبال الألب

البرك الألبية (بالإنجليزية: Alpine lake) تتكون بفعل النحت الجليدي في المناطق الجبلية. ويوجد العديد منها في جبال الألب في أوروبا، وفي جبال الروكي بالولايات المتحدة.

## أشهر البرك الألبية
- بحيرة كريتر في الولايات المتحدة الأمريكية
- بحيرة الجنة في كوريا الشمالية والصين
- بحيرة يسيك كول في قيرغيزستان
- بحيرة تاهو في الولايات المتحدة الأمريكية
- بحيرة تيتيكاكا في البيرو وهي واحدة من أكثر البحيرات علوا في العالم
- بحيرة يلوستون في الولايات المتحدة الأمريكية